# Torre de San Julián

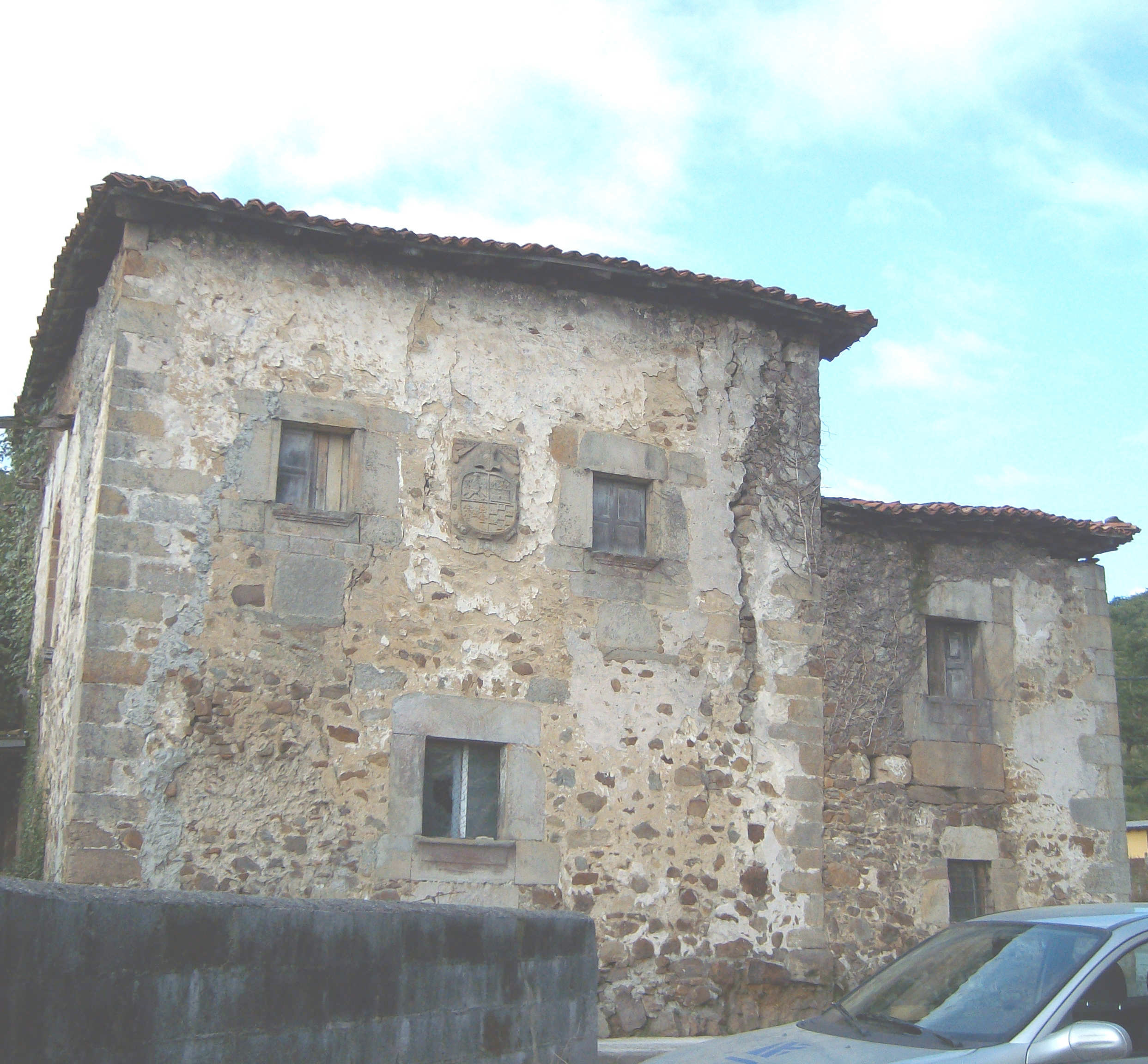
Torre de San Julián y casona

La torre de San Julián, también conocida como Casa de Los Estrada es un Bien de Interés Cultural situado en el concejo de Bimenes, en el Principado de Asturias.

## Descripción
Construida en los siglos XIV y XV, es una gran torre maciza a la que luego se añade una vivienda de gruesos muros. En la parte trasera tiene un corredor de madera típico rural. La fachada principal presenta un escudo nobiliario con las armas de algunas de las más importantes familias asturianas: el águila de los Estrada, los jaqueles de los Nava y las flores de lis de los Argüelles, como símbolo de unión de las grandes familias nobiliarias y el aumento de su poderío. 
Este conjunto es Monumento Histórico Artístico.